# Casa Samuel J. Tilden
La Casa Samuel J. Tilden (en inglés: Samuel J. Tilden House) es una casa histórica ubicada en Nueva York, Nueva York. La Casa Samuel J. Tilden se encuentra inscrita como un Hito Histórico Nacional en el Registro Nacional de Lugares Históricos desde el 11 de mayo de 1976. Calvert Vaux fue el arquitecto de la Casa Samuel J. Tilden.

## Ubicación
La Casa Samuel J. Tilden se encuentra dentro del condado de Nueva York en las coordenadas 40°44′15″N 73°59′14″O / 40.7375, -73.987222.